# Morti nel 1157
| Questa pagina contiene informazioni ricavate automaticamente dalle voci biografiche con l'ausilio del template Bio e di un bot. L'aggiornamento è periodico e automatico e ricostruisce completamente la pagina. Se manca una persona in questa lista, sei pregato di non aggiungerla, ma accertati piuttosto che la sua voce biografica contenga il template Bio e che i dati anagrafici siano correttamente compilati. Se il template Bio manca, inseriscilo tu stesso o, in alternativa, metti l'avviso {{tmp\|Bio}} che ne segnala la mancanza. Se i dati riportati sono sbagliati, correggi direttamente la voce biografica; le modifiche saranno visibili in questa lista entro pochi giorni. Per chiarimenti vedi il progetto biografie. La lista contiene solo le 20 persone che sono citate nell'enciclopedia e per le quali è stato implementato correttamente il template Bio. Pagina aggiornata al 13 gen 2025. |

- 5 febbraio - Corrado di Meißen, nobile tedesco
- 10 febbraio - Guglielmo di Malavalle, religioso e santo francese
- 8 maggio - Ahmed Sanjar, sultano turco (n. 1086)
- 15 maggio - Jurij Dolgorukij di Kiev, principe
- 5 agosto - Teodorico VI d'Olanda, conte
- 9 agosto - Canuto V di Danimarca, sovrano danese
- 16 agosto - Ramiro II d'Aragona, re (n. 1086)
- 19 agosto - Guerrico d'Igny, abate francese
- 21 agosto - Alfonso VII di León, sovrano (n. 1105)
- 29 settembre - Mabel Fitzhamon, nobile (n. 1090)
- 23 ottobre - Sweyn III di Danimarca, re danese (n. 1125)
- 20 novembre - Fulcherio di Angoulême, arcivescovo cattolico francese
- Costantino IV di Costantinopoli, arcivescovo ortodosso bizantino
- Fujiwara no Motohira, militare giapponese (n. 1105)
- Guerino FitzGerold Ciambellano, nobile e cavaliere medievale britannico (n. 1128)
- Guido Guerra II Guidi, nobile franco
- Ugo di La Certa, monaco cristiano francese (n. 1071)
- Øystein II di Norvegia, re norvegese (n. 1125)
- Eustace fitz John, nobile inglese
- Muhammad ibn Munqidh, politico siriano